# Madonna del Terraglio

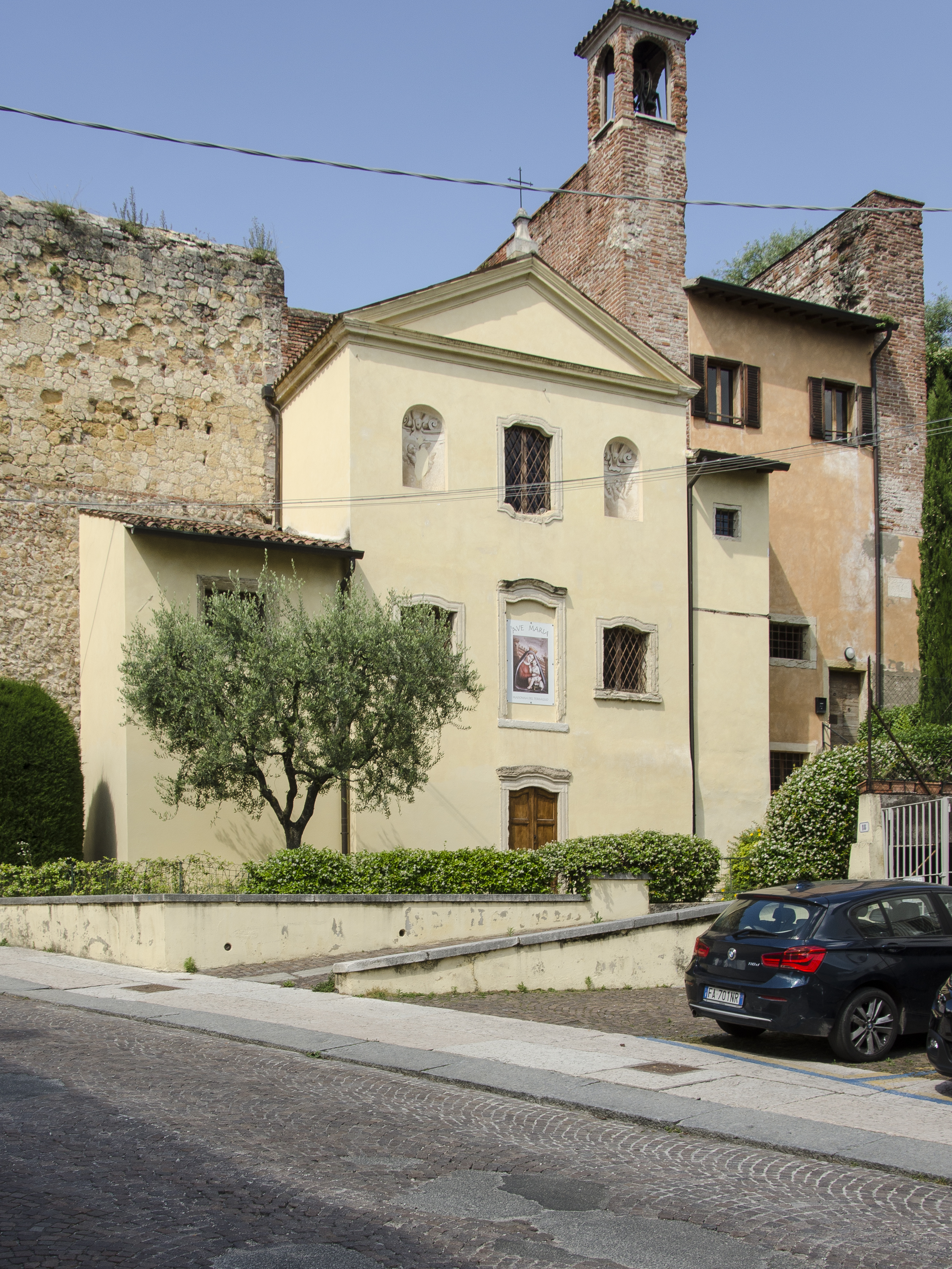
Madonna del Terraglio – Fassade

Madonna del Terraglio ist eine römisch-katholische Filialkirche in der oberitalienischen Stadt Verona in Venetien.

## Geschichte
Die Geschichte der Kirche Madonna del Terraglio ist eng mit den von Cangrande I. della Scala errichteten Stadtmauern verbunden, an denen sie liegt. Die Stadtmauern rund um den Hügel San Pietro wurden von dem Scaliger zwischen 1321 und 1324 errichtet. An der Stelle der heutigen Kirche befand sich das Stadttor San Gregorio, das in Richtung Valdonega aus der Stadt führte. Neben dem Stadttor wurde zwischen dem Ende des 14. und Beginn des 15. Jahrhunderts an die Wand eines Turmes ein Marienbildnis gemalt, das bald von den durchgehenden Passanten verehrt wurde.
Wenige Jahrzehnte danach wurde das Stadttor aus militärischen Gründen geschlossen und 1440 eine Kapelle zum Schutz des Madonnenbildes errichtet, das mit Wundern in Verbindung gebracht wurde und von Votivbildern umgeben war. Da sich im Krieg der Liga von Cambrai die alten Scaliger-Mauern nicht mehr als zeitgemäß erwiesen hatten, bauten die Venezianer nach der Rückeroberung der Stadt 1517 die Stadtbefestigungen aus. 1520 wurde im Bereich der Kapelle eine Artillerie-Schanze (venezianisch terraglio) errichtet, die den Fortbestand der Kapelle bedrohte. Durch den Einsatz der Gläubigen konnte jedoch ein Abriss verhindert werden. In der Folge fanden einige bauliche Veränderungen statt, bei denen unter anderem die Außenmauern erhöht, der Außenbereich aufgeschüttet und ein neuer, höher gelegener Eingang errichtet wurde. Zudem wurde das im Krieg beschädigte Marienbild ersetzt, das später allerdings verloren ging.
1780 wurde die in der Zwischenzeit baufällig gewordene Kapelle renoviert und die Fassade im klassizistischen Stil erneuert. Lediglich die Tür- und Fensterrahmen sowie die mit Fresken geschmückten Nischen blieben vom Vorgängerbau erhalten. Beim Umbau, der sich bis zum Beginn des 19. Jahrhunderts hinzog, wurde auch der Holzaltar durch einen Steinaltar ersetzt und eine Freitreppe angelegt. Nachdem Verona mit dem Ende der napoleonischen Epoche an die Habsburger gefallen war, sollte das Gotteshaus nicht wieder eröffnet werden. Auf Druck der Öffentlichkeit sah man sich jedoch gezwungen, von diesen Plänen Abstand zu nehmen. 1916 wurde der im 16. Jahrhundert aufgeschüttete Eingangsbereich wieder abgetragen, die Freitreppe entfernt und der ursprüngliche Eingang wieder geöffnet. Von 1989 bis 1999 wurde die Kirche Madonna del Terraglio umfassend restauriert.

## Beschreibung
Die Fassade ist in Richtung Süden ausgerichtet. Über dem Eingangsportal ist noch der im 16. Jahrhundert angebrachte und im 20. Jahrhundert zugemauerte Eingang zu erkennen. Daneben zwei im barocken Stil gehaltene Fenster, über denen sich zwei mit Fresken dekorierte Nischen und ein weiteres Fenster befinden. Abgeschlossen wird sie von einem leicht hervorragenden Tympanon und dem darüber liegenden Satteldach. Von der verputzten Fassade hebt sich an der Ostseite, der aus Mauerziegeln errichtete Glockenturm mit seinen auf vier Seiten mit einem Monoforium offenen Glockenstuhl ab.
Die Kirche besitzt einen rechteckigen Grundriss und grenzt mit ihrer Nordseite direkt an die Scaliger-Stadtmauer. Der Altar im kleinen Innenraum befindet sich an der östlichen Seitenwand und ist aus mehrfarbigem Marmor gehalten. Über dem Altar das zu Beginn des 20. Jahrhunderts entstandene Marienbildnis, dass eine Madonna mit Kind mit den Stadtmauern Veronas im Hintergrund zum Motiv hat. Links neben dem Altar existiert ein kleiner Durchgang zu einem angrenzenden im Nachbargebäude befindlichen Nebenraum, in dem sich eine kleine Kapelle mit Altar befindet. An der westlichen, dem Hauptaltar gegenüberliegenden Seitenwand, befindet sich ein Treppenaufgang, der zu einer kleinen Empore führt. In den Innenräumen der Kirche sind noch Reste von zwei Fresken erhalten. Ein Fresko über dem Altar zeigt die Trinität und ist nicht näher datierbar, während das andere im Treppenzugang zur Empore befindliche Fresko die Kreuzigung darstellt und dem 17. Jahrhundert zugeordnet werden kann. Der Fußboden des Innenraums ist mit Platten aus rotem Veroneser Marmor und weißem Kalkstein im Quadratmuster ausgelegt.